# Езовка
Езовка — река в России, протекает в Бурятии, в Северобайкальском районе, в Баргузинском заповеднике. Впадает в озеро Байкал.

## География
Длина реки составляет 40 км. Берёт начало в 23 км к востоку от мыса Кабаний и течёт на юго-запад.
Крупные притоки отсутствуют. Поселения на берегах реки отсутствуют. Справа от устья стоит изба.
Река впадает в озеро Байкал с востока.
Протекает преимущественно в холмистой местности, в середине течения реки присутствует заболоченность. Климат резко континентальный.

## Данные государственного водного реестра
По данным государственного водного реестра России и геоинформационной системы водохозяйственного районирования территории РФ, подготовленной Федеральным агентством водных ресурсов:
- Бассейновый округ — Ангаро-Байкальский
- Речной бассейн — бассейны малых и средних притоков средней и северной части озера Байкал
- Водохозяйственный участок — бассейны рек средней и северной части озера Байкал от восточной границы бассейна реки Ангара до северо-западной границы бассейна реки Баргузин.